# Chloropteryx lechera
Chloropteryx lechera là một loài bướm đêm trong họ Geometridae.